# ذا نيو يوركر
ذا نيو يوركر (بالإنجليزية: The New Yorker)‏ وتعني بالعربية النيويوركي، أو الشخص الذي يسكن في مدينة أو ولاية نيويورك، وهي مجلة أمريكية تعتمد على التقرير والتعليق والنقد والمقالات والقصص والفكاهة والرسوم الكاريكاتيرية والشعر. تصدرها دار كونده نست للمطبوعات (Condé Nast). بدأت كمجلة أسبوعية عام 1925، وتصدر النيويوركر 47 عددا في السنة، خمسة من هذه الأعداد تغطي فترة أسبوعين. بالرغم من أن نقاشاتها وتغطياتها للأحداث تدور حول الثقافة في مدينة النيويورك، إلا أن النيويوكر تستقطب الكثير من القراء من خارج النيويورك.
تشتهر المجلة بغلافها المصور والذي يحمل عادة موضوعا معينا، وبتعقيباتها على «الثقافة الشعبية» وعلى الثقافة الأمريكية غير الاعتيادية، تعرف كذلك برعايتها للأدب القصصي غير الواقعي حيث تتضمن قصص قصيرة ومراجعات أدبية، وبدقة تحريرها وفحصها للحقائق، وبتغطيتها الصحفية للمواضيع السياسية والاجتماعية. وأيضا برسومها الكرتونية الموزعة داخل كل عدد.
و هي من أهم الصحف في أمريكا.

## تاريخ المجلة
صدرت النيويوركر لأول مرة في 21 شباط/فبراير 1925، أسسها هارولد روس وزوجته جين غرانت، المراسلة الصحفية لجريدة النيويورك تايمز. أراد روس أن ينشأ مجلة فكاهية راقية تختلف عن المنشورات الفكاهية المبتذلة مثل مجلة «جادج» التي كان يعمل بها في السابق، أو مجلة «لايف». تعاون روس مع رجل الأعمال راؤول فليشمان لتأسيس شركة «F-R للنشر» وإنشاء أول مكتب للمجلة في 25 غرب شارع 45 في مانهاتن. عمل روس بتحرير المجلة حتى وفاته في عام 1951. وخلال السنوات الأولى، والمحفوفة بالمخاطر، من تاريخها، تفاخرت المجلة برقيّها على المستوى العالمي. وقد كتب روس في عام 1925 عبارته الشهيرة في إعلانه التمهيدي للمجلة قائلا «هذه المجلة ليست موجهة للسيدة العجوز في دوبوك»، أي أنها ليست موجهة لعامة الناس.

وعلى الرغم من محافظتها على روح الدعابة، فسرعان ما رسخت المجلة نفسها كمنتدى بارز للأدب القصصي الجاد وللعمل الصحفي. فبعد فترة قصيرة من نهاية الحرب العالمية الثانية، شغل مقال «هيروشيما» للكاتب والصحفي جون هيرسي عددا بأكمله. وفي العقود اللاحقة نشرت المجلة قصصا قصيرة للعديد من ألمع كتاب القرنين العشرين والواحد والعشرين، بمن فيهم: آن بيتي، جون شيفر، رولد دال، جيفري هيلمان، جون ماكنولتي، أليس مونرو، هاروكي موراكامي، فلاديمير نابوكوف، جون أوهارا، فيليب روث، جي. دي. سالينغر، اروين شو، جيمس ثيربر، جون أبدايك، يودورا ويلتي وإي. بي. وايت. وقد استقطبت قصة «اللوتري» لشيرلي جاكسون بريد قراء أكثر من أي قصة أخرى في تاريخ المجلة.

كانت المجلة تنشر، في عقودها الأولى، قصتين أو ثلاث قصص قصيرة كل عدد. لكن في السنوات الأخيرة، حافظت النيويوركر على وتيرة ثابتة بنشر قصة واحدة أسبوعيا. وتشهد بعض مواضيع القصص وأساليب الكتابة تكرارا أكثر من غيرها، إلا أن القصص تنتقى حسب تنوعها أكثر منه حسب تماثل أساليبها ومواضيعها. وتنوعت القصص من روايات يوبديك الذاتية التحليل إلى سريالية دونالد بارثلم، ومن الشواهد الضيقة لحياة أهل نيويورك العُصابيين إلى قصص من حقبات وأماكن مختلفة وترجمات من عدة لغات.

قال الكتّاب من أمثال كورت فونيجت بأن مجلة النيويوركر كانت دائما منشأة فعّالة في حشد جمهور كبير من القرّاء وتوجيههم في مسار التعليم المطلوب لتقدير الأدب الحديث. وتحدث كورت فونيجت في مقابلة له مع جو ديفيد بيلامي وجون كيسي عن تأثير مجلة النيويوركر، نشرت فيما بعد في كتاب حوارات مع كورت فونيجت.

تغطي المواد غير الروائية، والتي تشكل عادة الجزء الأكبر من محتوى المجلة، مجموعة منتقاة من المواضيع. شملت هذه المواضيع مؤخرا المبشر المسيحي كريفلو كولار، والطرق المختلفة التي يتعامل بها البشر مع نقضاء الوقت، ومتلازمة مونخهاوزن بالوكالة.

تتميز المجلة بتقاليدها التحريرية، تحت باب بروفايل، نشرت مقالات عن أشخاص بارزين مثل إرنست همينغوي وهنري روبنسون لوس ومارلون براندو، وصاحب المطاعم في هوليوود مايكل رومانوف، والساحر ريكي جاي وعلماء الرياضيات ديفيد وغريغوري تشودنوفسكي. ومن الأبواب الأخرى الثابتة في كل عدد باب (جوينغ أون أباوت تاون) والذي يعني (أصداء المدينة)، وهي سجل للأحداث الثقافية والترفيهية في نيويورك، وباب (ذا توك أوف ذا تاون) أو (حديث المدينة) وهو مجموعة منوعة من المقالات القصيرة، تتميز عادة بروح الدعابة أو غرابة الحياة في نيويورك، تُكتب بأسلوب خفيف الظل وفي بعض الأحيان متسلسل. ولكن في السنوات الأخيرة جرت العادة أن يفتتح هذا الباب بمقالة جدّية. كما استعملت في السابق قصاصات من صحف تحتوي على أخطاء مسلية أو تشابيه ومعاني غريبة وغير متجانسة، ونشرت في قسم «بلوك ذات متافور» مع تعليق ساخر.

لا تحتوي المجلة على سرد لأسماء المحررين أو الموظفين المشاركين في نشرها. وبالرغم من بعض التغييرات الخفيفة، فقد حافظت المجلة خلال العقود السابقة على مظهرها التقليدي في نوع الخطوط والتصميم ومبدأ الغلاف والرسوم الفنية المتضمنة في صفحاتها. وقد استحوذت شركة «أدفانسد ببلشينغ» للنشر على المجلة في عام 1985.

بعد هارولد روس، استلم شون ويليام مهام تحرير المجلة بين عامي (1951-1987)، وخلفه روبرت غوتليب بين عامي (1987-1992)، ثم تينا براون (1992-1998). وخلال فترة رئاسة تحرير شون ويليام، نشرت المجلة مقالات لكل من دوايت ماكدونالد، وكينيث تينان، وهانا أرندت. وكان هؤلاء الكتّاب الثلاثة مثيرين للجدل إلى حد ما، خاصة هانا أرندت (حيث نشر مقالها «إيخمان في القدس» في صفحات المجلة قبل أن يصدر في كتاب).

## تغير ملكية المجلة
في عام 1985، استحوذ البليونير الأمريكي صاموئيل نيوهاوس على المجلة، وضمها إلى مجموعة النشر التابعة له (أدفانسد بابليشينغ) Advanced Publishing.

## الرسوم الفكاهية
عرضت النيويوركر الرسوم الفكاهية منذ بداية نشرها في عام 1925. شغل لي لورنز منصب محرر الرسوم الفكاهية لمجلة النيويوركر لسنوات عديدة، حيث بدأ لورنز بتقديم الرسوم الفكاهية في عام 1956 وأصبح مساهما متعاقدا مع مجلة النينيوركر في عام 1958. استمر لورنز بكونه محرر الرسوم الفكاهية حتى عام 1998، شغل بالإضافة إلى منصبه دور المحرر الفني للمجلة بين عامي 1973 و 1993 (إلى أن استبدل بفرونسواز مولي) كان كتاب لورنز الفن في مجلة النيويوركر: 1925-1995 (عن دار Knopf، عام 1995) أول مسح شامل لجميع جوانب الرسومات في المجلة.
في عام 1998، تولى روبرت مانكوف منصب محرر الرسوم الفكاهية في المجلة، ومنذ ذلك الحين حرر مانكوف ما لا يقل عن 14 كتاب جامع لرسوم النيويوركر. وبالإضافة إلى ذلك، مانكوف عادة ما يساهم بمقالة قصيرة في كل كتاب، يصف بها بعض جوانب عملية الرسوم الفكاهية أو الأساليب المستخدمة لانتقاء الرسوم الفكاهية للمجلة. وترك مانكوف المجلة في عام 2017.

## وصلات خارجية
- ذا نيو يوركر على موقع الموسوعة البريطانية (الإنجليزية)
- مجلة «نيويوركر»: مسؤولون إيرانيون أداروا عملية اغتيال رفيق الحريري.
- «النيويوركر»: السياسة هي الخيار الوحيد أمام واشنطن إزاء الحرب السورية.
- النيويوركر: «حزب الله» اغتال الحريري بدعم من سوريا وإيران.